# Iberg (Heiligenstadt)
Der Iberg ist ein 453,2 m ü. NHN hoher Berg des Westlichen Obereichsfeldes bei Heilbad Heiligenstadt im thüringischen Landkreis Eichsfeld. Er ist Ort der Ibergwarte. Auf dem Berg findet alljährlich das Ibergrennen statt.

## Namensherkunft
Erste schriftliche Erwähnungen finden sich bereits im Mittelalter, so im Jahre 1280 als des Waldes Iberc und 1617 uf dem Iberge. Der Name Iberg leitet sich vom ahd. „iwa“ bzw. mhd. „iwe“ für die Eiben ab, welche auf dem Berg früher sehr häufig anzutreffen waren. Da die Wälder im Mittelalter gern als Waldweide genutzt wurden, rodete man die für das Vieh giftigen Eiben.

## Geographie

### Lage
Der Iberg erhebt sich im Norden des Landkreises Eichsfeld im Naturpark Eichsfeld-Hainich-Werratal, direkt an dessen Nordgrenze. Sein Gipfel liegt im Obereichsfeld unmittelbar südlich von Heilbad Heiligenstadt im Heiligenstädter Stadtwald und damit am Südrand des Leinetals.

### Naturräumliche Zuordnung
Der Iberg gehört in der naturräumlichen Haupteinheitengruppe Thüringer Becken (mit Randplatten) (Nr. 48), in der Haupteinheit Ringgau–Hainich–Obereichsfeld–Dün–Hainleite (483) und in der Untereinheit Westliches Obereichsfeld (483.2) zum Naturraum Kalteneberer Stufenrandbereich (483.20). Nach Norden fällt die Landschaft in der Haupteinheitengruppe Weser-Leine-Bergland (Nr. 37) und in der Haupteinheit Unteres Eichsfeld (375) in die Untereinheit Eichsfelder Hügelland 375.1 ab.

## Natur

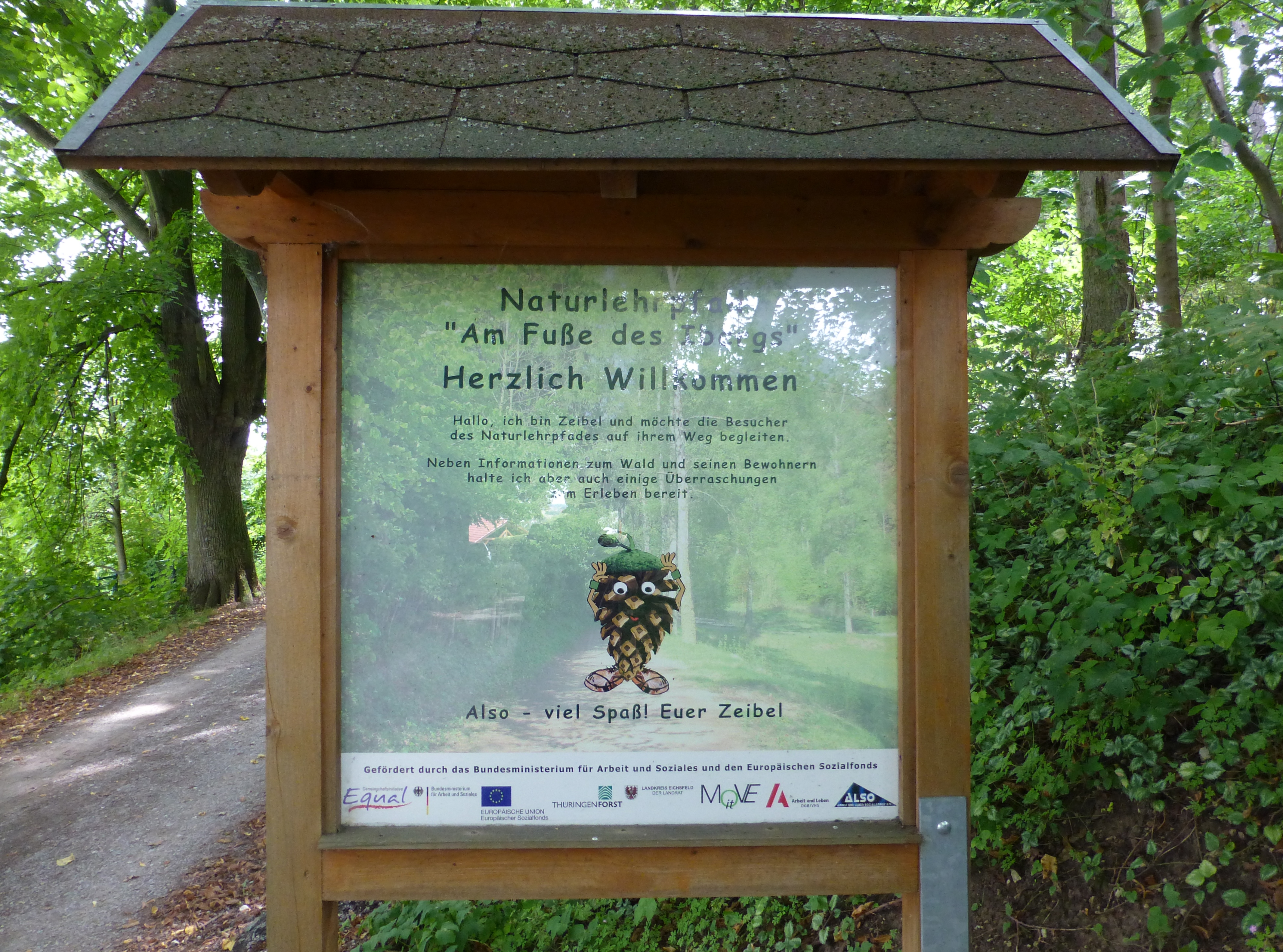
Informationstafel am Naturlehrpfad Unter dem Iberg

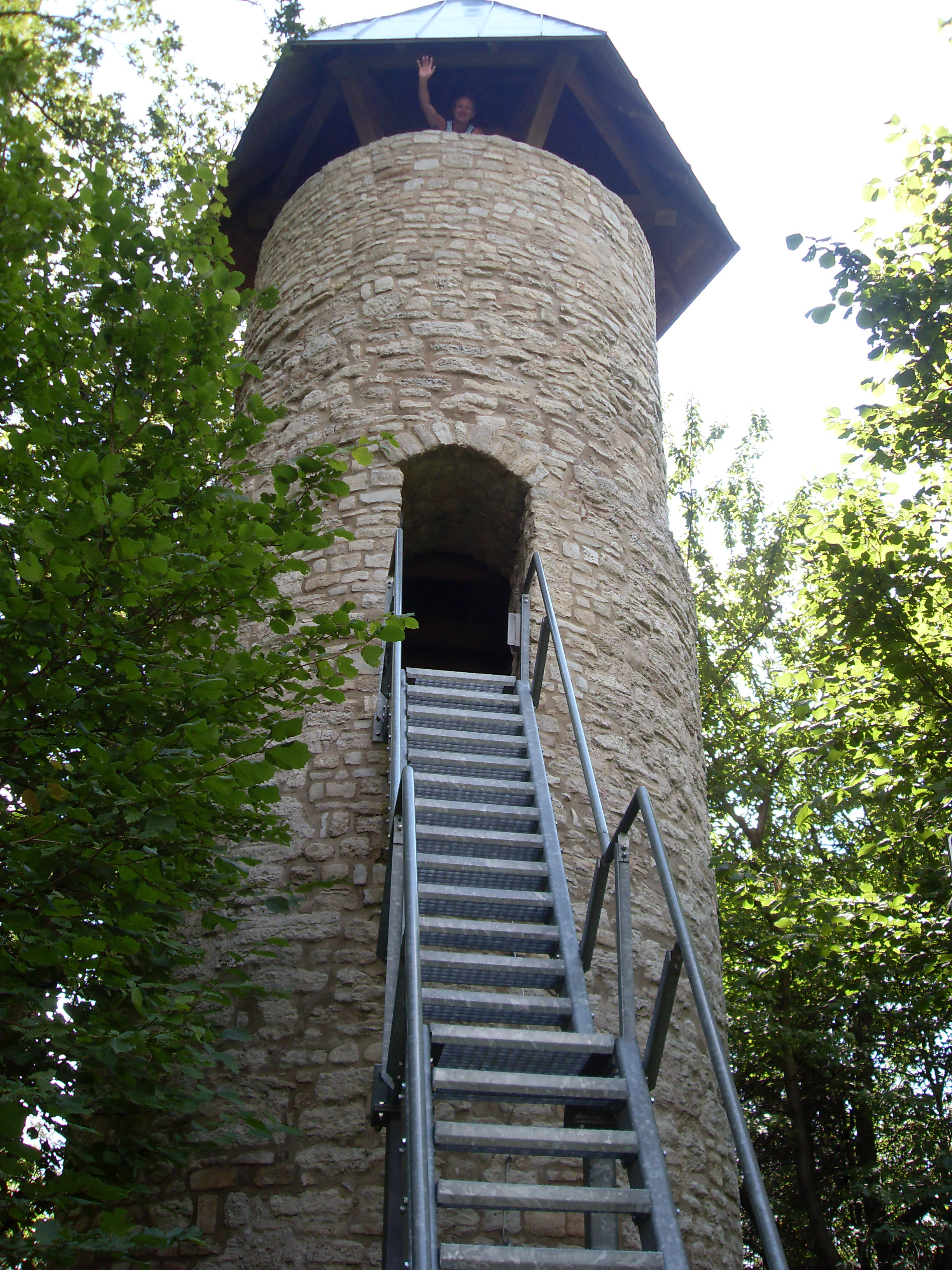
Ibergwarte aus dem 13. Jahrhundert

Der heute bewaldete Berg (Buchenmischwald) war im 19. Jahrhundert fast komplett abgeholzt und wurde dann wieder schrittweise aufgeforstet. Vom Stadtrand ausgehend informiert der Naturlehrpfad Am Fuße des Ibergs unter anderem über Flora und Fauna der Region, die Waldbewirtschaftung, die Ibergwarte und das Wartesystem des Eichsfelds. Auf dem Iberg wird zurzeit eine Allee mit den jeweiligen Bäumen des Jahres angelegt.

## Sehenswertes
Der Iberg ist ein interessantes Wandergebiet, beginnend unmittelbar am Stadtrand von Heiligenstadt. Aussichtspunkte ergeben sich vom Iberghaus ins Leinetal und das Hügelland des mittleren Eichsfeldes bis zum Göttinger Bergland, sowie vom Ibergrandweg zum Westrand des Dün. Sehenswerte Ziele sind:
- Ibergwarte, ein Turm aus dem 13. Jahrhundert, auf einem Ostausläufer des Iberges
- Klöppelsklus, eine Waldkapelle an der ehemaligen Geleitstraße
- Johannes-Weinrich-Denkmal
- Kurfürstenstein, mit benachbarten Meridianstein für den 10. Längengrad Ost
- Drei Linden Kapelle
- Erholungszentrum Neun Brunnen am Ende des Langen Tales

## Ibergrennen
Von 1925 bis 1929 wurden am Iberg vier Bergrennen ausgetragen, die ausschließlich Motorrädern vorbehalten waren. In den 1970er Jahren fanden erneut Rennen statt, diesmal mit Rennwagen – unter dem Namen Ibergrennen. Seit 1997 werden auf der heutigen Landesstraße 2022 (siehe unten) alljährlich am letzten Wochenende im Juni wieder Ibergrennen veranstaltet, einem Lauf des Deutschen Bergpokals und der Deutschen Bergmeisterschaft für Touren- und Sportwagen. Das Fahrerlager befindet sich traditionell in den Straßen von Heiligenstadt, was die Ibergrennen zu Besonderen macht.
Streckenprofil: Länge 2,05 km, Höhenunterschied 200 m, maximale Steigung 10 %, minimale Steigung 8 %, Streckenbreite etwa 6 m, Rechtskurven 7 (davon 2 Serpentinen), Linkskurven 5 (davon 2 Serpentinen).

## Verkehr und Wandern
Aus Richtung Heiligenstadt kommend kann der bewaldete Iberg über die von der Bundesstraße 80 nach Süden abzweigende Landesstraße 2022 (Holzweg), die über die Westausläufer des Bergs in Richtung Süden zum Beispiel nach Heiligenstadt-Kalteneber und Bernterode führt und auf der ein Abschnitt der Frau-Holle-Route der Deutschen Märchenstraße verläuft, angesteuert werden. Auf dem Berg verläuft der südöstlich von Heiligenstadt beginnende Naturlehrpfad Unter dem Iberg und zudem der Ibergrandweg.